# 145491 Larakaufmann
145491 Larakaufmann è un asteroide della fascia principale. Scoperto nel 2005, presenta un'orbita caratterizzata da un semiasse maggiore pari a 3,125976 UA e da un'eccentricità di 0,087614, inclinata di 1,359771° rispetto all'eclittica.